# ゼニタナゴ
ゼニタナゴ（銭鱮、Acheilognathus typus）は、条鰭綱コイ目コイ科タナゴ亜科タナゴ属に分類される淡水魚の一種。種小名は「像」「定型」を意味する。2025年（令和7年）、希少野生動植物種に指定された。

## 分布
日本固有種。太平洋側では神奈川県、日本海側では新潟県以北の、青森県を除く本州が本来の分布域であるが、多くの生息地で個体数が激減し絶滅が危惧される状況となっている（後述）。
かつて霞ヶ浦からの二枚貝移植に随伴して一時定着したとされる諏訪湖、それを通じて静岡県天竜川水系のほか、山梨県、琵琶湖でも確認記録がある。
地方名としては「キンダイ」「ニガビタ」「ヤスリメ」（群馬) などがあり、関東地方の釣り人におけるタイリクバラタナゴの呼び名である「オカメタナゴ」も本来は東京都における本種の地方名である。

## 形態
遺伝的には大きく3系統存在する。体長は6-11cm程度。タナゴ類の中では最もウロコが細かく大きな鰭に細かい黒班が入るなどの独特な形態をしており、かつてはPseudoperilampus属という単型とされた。各ウロコが黒く縁取られるため、体色は暗い銀色である。背びれと尻びれは大きく伸張する。側線は不完全で、この点で近縁種のイタセンパラと区別される。
繁殖期の雄は口先に追星が現れ、鰓ぶた後部から下腹部にかけて桃色になるが、婚姻色の差は産地によって著しい。

## 生態

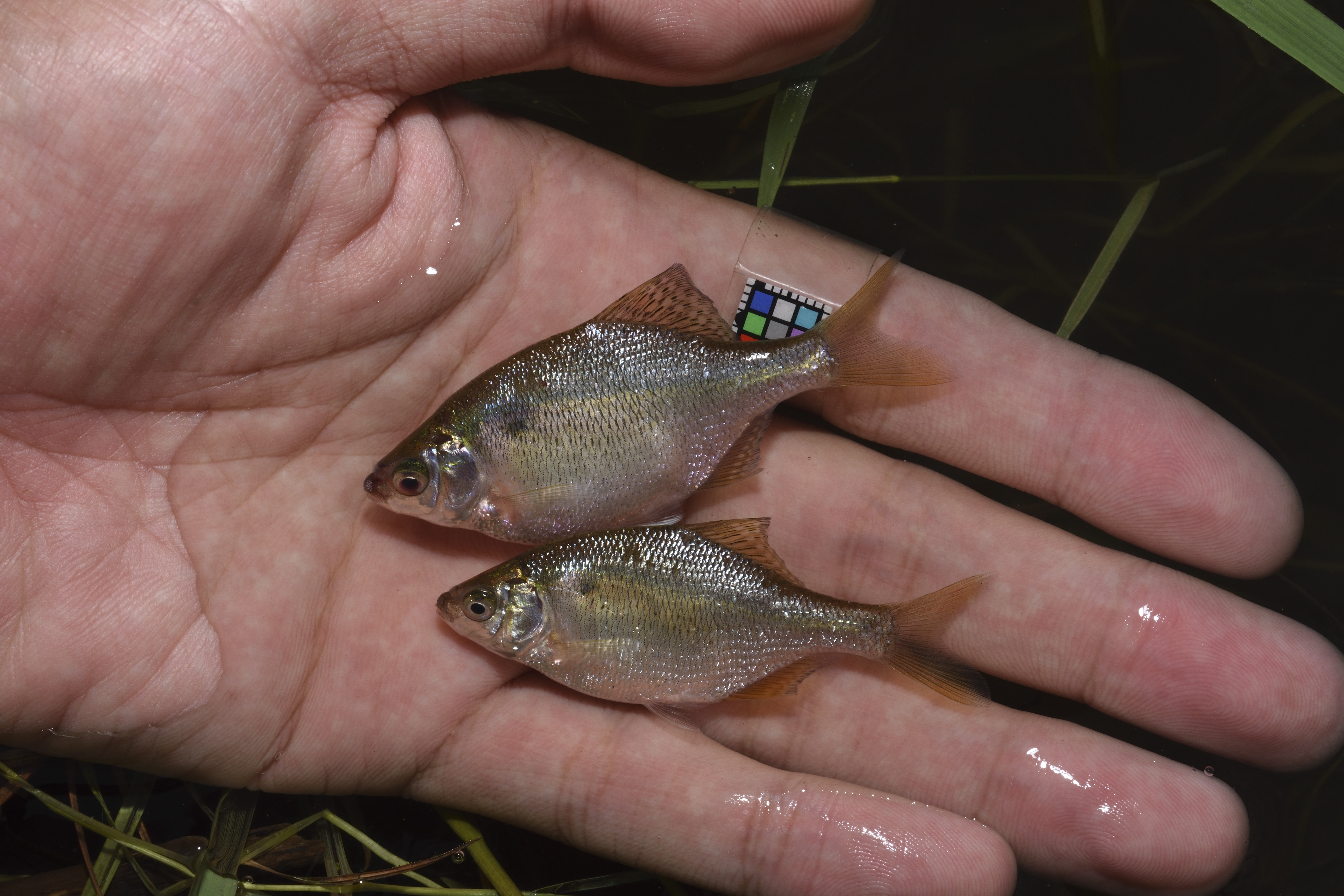
夏、やや婚姻色を帯び始めたオスと、わずかに産卵管が伸び始めたメス。

河川の中・下流域で比較的流れの穏やかなところや、用水路、湖沼、ため池などの中層から下層に生息する。遠浅で浮水植物が繁茂する止水環境が本種の生息には最も適する。かつての基幹生息地であった霞ヶ浦（茨城県）や伊豆沼（宮城県）の環境がまさしくそうであった。数百から数千という大きな群れを作り、浅瀬を回遊していたという。
食性は雑食であるが植物食性に偏り、通常は付着藻類を好んで食べる。寿命は2-3年。
繁殖形態は卵生で、多くのタナゴ類は春に産卵するが、本種はカネヒラやイタセンパラと同様の秋産卵型である。9-11月頃にイシガイ、カラスガイ、ドブガイなどの鰓葉内に長楕円形の卵を産む。最盛期は9月下旬。仔魚は受精後4-7日で孵化し、翌年の春4-5月頃に母貝から浮出する。

## 保全状態評価
- 絶滅危惧IA類 (CR)（環境省レッドリスト）

- 特定第一種国内希少野生動植物種

かつては東京近郊の小合溜（東京都）や手賀沼（千葉県）、霞ヶ浦（茨城県）、城沼 (群馬県)などに多数生息していた。1950年には足立区西新井での採集記録がある。手賀沼周辺ではその地域の在来タナゴ類のうち最も個体数が多く、苦味が強く食用に向かない本種は家畜の餌や肥料として利用されていた。しかし第二次世界大戦後、特に高度経済成長期を境として、埋め立て開発や水路の護岸化、圃場整備の進行などにより、生息域が著しく圧迫された。さらに1980年代以降、ブラックバスやブルーギルなどの外来魚による食害を受け、個体数が激減した。
1990年代初頭までは神奈川県横浜市のため池にも生息が確認されていたが、その後はタイリクバラタナゴとの競合やブルーギルの捕食により絶滅した。
霞ヶ浦でも、1990年代初頭を最後にまとまって本種を確認することができなくなった。2000年に流入河川で採集された個体を最後に霞ヶ浦水系では見つかっておらず、野生絶滅した可能性が高いとされる。地域個体群保存のため、2007年、琵琶湖博物館において系統保存されていた霞ヶ浦産の個体群のうち50個体が里帰りし、将来は再び自然繁殖できるよう関係機関や閉鎖ビオトープなどで繁殖が試みられている。
関東地方ではほぼ絶滅状態であり、新潟県や山形県でも絶滅と見られ、福島県では近年まで生息地は残っていたものとされるが、震災以降は生息地は津波の被害に遭い、絶滅したと考えられている。
東北地方での生息地は、伊豆沼や雄物川の一部を除くと小さなため池とそれに続く素掘りの用水路がほとんどであるが、ここでもブラックバスの放流が相次ぎ、放流（バス発見）から数年で本種を絶滅に追いやっていると考えられている。圃場整備事業がすでに決定あるいは進行している生息地もあり、対策が急がれている。比較的近年まで本種が確認できた伊豆沼では、1990年代中ごろにサイズが揃った小型のオオクチバスが確認され、1999年頃にはタナゴやモツゴなどの小型コイ科魚類とともに本種が激減した。伊豆沼ではバスの駆除に向け、バス用の人工産卵床を多数設置して産卵後に引き上げる、あるいはヨシ際に浮上した稚魚を一斉に攫うなどの取り組みがなされているが、人工産卵床が何者かに破壊される器物損壊事件が発生している。
継続的な保護活動の結果、伊豆沼・内沼では2015年本種が再確認され、2021年復活が宣言された。しかし、密放流によるものとみられるブラックバスの増殖は止んでいない引き続き本種の保護活動を続ける必要があるとみられている。
2007年8月、環境省レッドデータブックでは本種の置かれた危機的状況から従来の絶滅危惧IB類指定が見直され、IA類に格上げされた。
現状の生息地は全国で10か所程度であり、その絶滅危険性は天然記念物のミヤコタナゴを上回るとも考えられているが、現状ではネット通販やオークションへの出品、ペットショップでの販売などもおこなわれており、環境省は本種の安易な採捕や飼養、売買などを行わないよう啓発している。